# Портрет М. Н. Ермоловой
Портре́т М. Н. Ермо́ловой — картина русского художника Валентина Серова, созданная в 1905 году. Размер — 224 × 120 см. Портрет написан в связи с 35-летием со дня первого выхода на сцену актрисы Малого театра Марии Николаевны Ермоловой. Картина была заказана и оплачена участниками московского Литературно-художественного кружка. Работа над полотном проходила дома у актрисы — на Тверском бульваре, 11. Актриса позировала художнику в течение тридцати двух сеансов. Торжественное «открытие» портрета состоялось в 1907 году во время банкета, устроенного в честь Ермоловой.
При жизни Серова картина экспонировалась на Таврической выставке (1905), организованной Сергеем Дягилевым, на Русской художественной выставке в Париже (1906). Кроме того, портрет демонстрировался на коллективных выставках Союза русских художников. В 1920 году картина перешла в собственность Малого театра. С 1935 года находится в Государственной Третьяковской галерее (инв. номер 28079). Там же хранится единственный известный искусствоведам эскиз к портрету, выполненный Серовым и показывающий, что ещё до начала непосредственной работы художник определил композицию, выбрал ракурс, придающий образу монументальность, и решил сделать акцент на силуэте актрисы.
Портрет Ермоловой, написанный во время Первой русской революции, несёт отпечаток мировоззренческих взглядов автора, ставшего свидетелем «кровавого воскресенья» в январе 1905 года. В образе актрисы художник стремился показать те черты, которые ему казались идеальными и были связаны с гуманистическими традициями русской культуры. Работа Серова вызвала неоднозначные отклики среди современников художника; диапазон их мнений варьировался от полного неприятия картины до утверждений о том, что портрет является «лучшим отражением творческой личности актрисы». Режиссёр Сергей Эйзенштейн, анализируя композицию холста, пришёл к выводу, что использовавшиеся Серовым «монтажные приёмы» являются предтечей кинематографической техники работы с кадром. Художественные средства, применявшиеся для «монументализации образа» Ермоловой, вероятно, получили развитие в картине «Портрет О. М. Нестеровой» Михаила Нестерова.

## История создания
В 1905 году Мария Ермолова готовилась отметить 35-летие со дня своего первого выхода на сцену. Изначально предполагалось, что бенефис актрисы, приуроченный к знаменательной дате, состоится 30 января на сцене Малого театра. Однако драматические события в жизни страны, связанные с началом Первой русской революции, внесли коррективы в намеченные планы. Ермолова сама отказалась от проведения праздничных мероприятий. Тогда её друзья — участники московского Литературно-художественного кружка, созданного по инициативе артиста Александра Южина и поэта Валерия Брюсова, — решили преподнести Марии Николаевне подарок: они обратились к Валентину Серову с просьбой написать портрет актрисы. Заказ от имени кружковцев художнику передал Илья Остроухов. Он же сумел убедить Ермолову, не любившую «выставлять себя напоказ», дать согласие на совместную работу с Серовым.
Серов, входивший в ту пору в число весьма востребованных русских портретистов, брался отнюдь не за каждый заказ: он мог отказаться от работы, если не чувствовал личной расположенности к будущей модели. В одном из писем художник объяснил причины нежелания писать портрет неизвестного лица так: «Как ленивый эгоист я выбираю то, что мне легче, что более по руке». К Ермоловой, за игрой которой Серов нередко следил из зрительного зала, он, напротив, испытывал симпатию. Их внутреннее родство проявлялось и в том, что в кругу близких они считались «великими молчальниками»: и художник, и актриса отличались малоречивостью и склонностью даже во время многолюдных вечеринок погружаться в собственные размышления и переживания.
В московской квартире Серова не было мастерской в привычном понимании этого слова. Поэтому работа над заказанными портретами шла обычно в доме той или иной модели. Лишь некоторые из картин, в том числе портреты Ермоловой и Фёдора Шаляпина, художник дописывал в своём помещении, именуемом «залой». Основная же работа над портретом Марии Николаевны проходила в её доме, на Тверском бульваре, 11. Этот особняк, нижние своды которого возводились, вероятно, в конце XVII — начале XVIII века, был впоследствии назван сотрудниками Музея Ермоловой «домом с привидениями». Долгое время он имел в московской среде плохую репутацию — по одной из легенд, в его стенах произошло убийство на почве ревности. В 1889 году особняк был приобретён мужем Ермоловой — Николаем Шубинским. Адвокат Шубинский покинул Россию после Октябрьской революции; его жена осталась в Москве и жила на Тверском бульваре до конца своих дней.

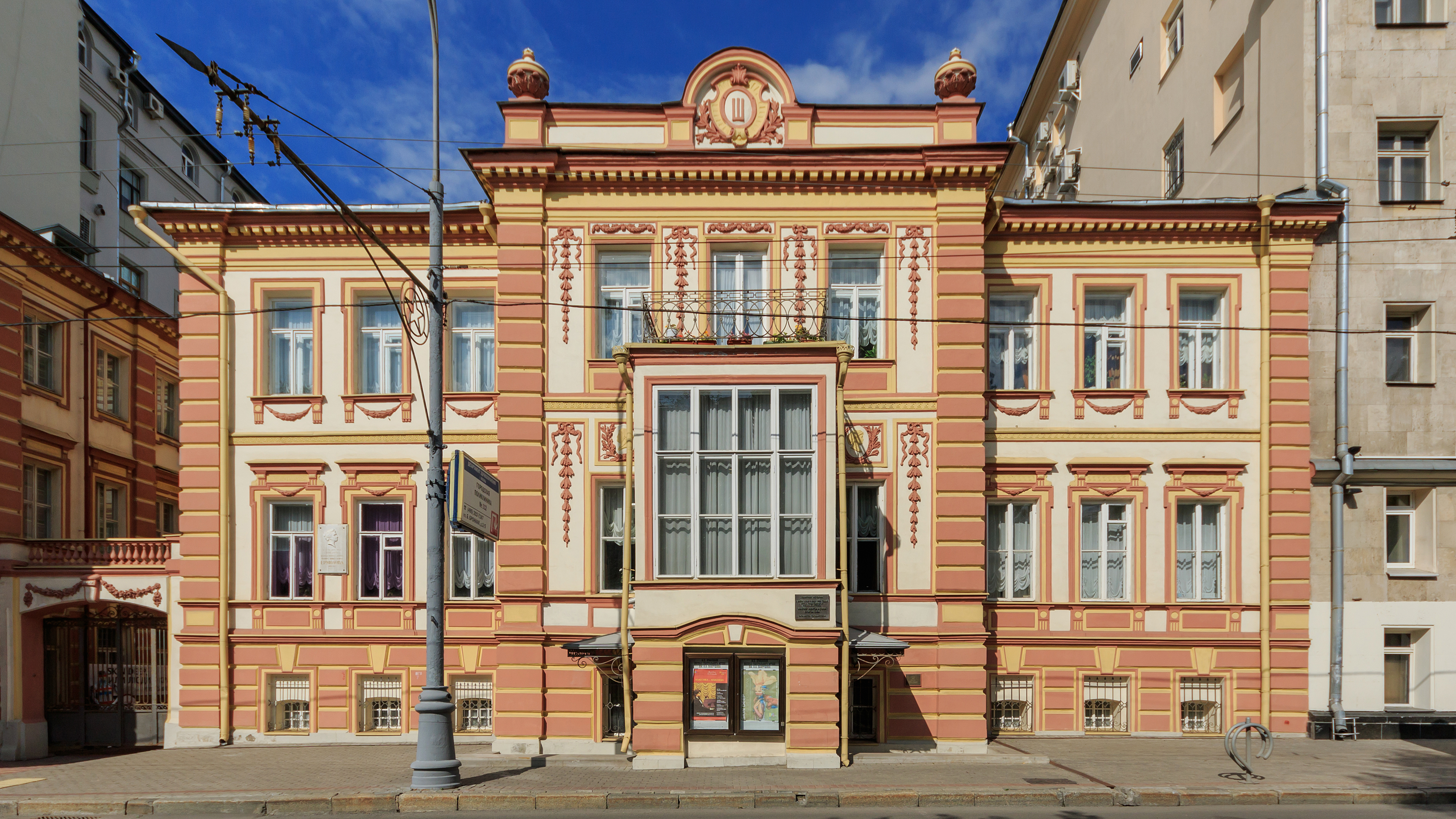
Дом Марии Ермоловой. Тверской б-р, 11

В доме на Тверском Мария Николаевна в феврале — марте 1905 года позировала Серову. Непосредственная работа проходила в расположенном на втором этаже Белом зале с зеркалами, арками и лепными карнизами. Актрисе и художнику для создания портрета потребовались тридцать два сеанса. Для придания фигуре Ермоловой монументальности художник располагался на низкой скамеечке; актриса, рост которой был чуть выше среднего, возвышалась над портретистом, как на пьедестале. Впоследствии Серов рассказывал живописцу и искусствоведу Игорю Грабарю, что писать «в этой скрюченной позе, без возможности не только отойти, но и пошевельнуться», ему было непросто. Работа шла в полной тишине; лишь изредка в помещение входил Шубинский, и его появление позволяло прервать сеанс на несколько минут. В процессе работы — как правило, за день до очередного сеанса — художник посещал спектакли с участием Ермоловой; наблюдения за актрисой на сцене и в жизни помогали Серову лучше понять внутренний мир Марии Николаевны.
Серов, редко хваливший себя, оценил работу над портретом Ермоловой фразой: «Но ничего, как будто что-то получилось». За картину художник получил 1000 рублей. (Для сравнения: портрет Николая II, написанный Серовым в 1900 году, был оценён заказчиком в 4000 рублей; за изображение актрисы Иды Рубинштейн ему также заплатили 4000 рублей.) Гонорар за портрет Ермоловой живописцу передал Илья Остроухов, принявший, согласно сохранившейся расписке, необходимую сумму от членов Литературно-художественного кружка 27 февраля 1905 года. Встречная расписка Серова о том, что деньги получены, датирована 28 февраля.

## Судьба картины
В 1907 году Ермолова, устав от интриг со стороны театрального начальства, испытывая недовольство художественной жизнью Малого театра и чувствуя переутомление, решила оставить сцену (позже выяснилось, что не навсегда). 11 марта в помещении Литературно-художественного кружка в честь актрисы состоялся банкет. На чествование прибыли Немирович-Данченко, Станиславский, коллеги Ермоловой по Малому театру, артисты петербургских и московских театров, другие деятели литературы, искусства и науки — всего около трёхсот человек. На торжестве было прочитано большое количество адресов и речей в честь актрисы. Немирович-Данченко в своём выступлении, в частности, сказал: «Когда мы вспоминаем ваши сценические создания, сотканные из тончайших страданий, мы называем вас певцом женского подвига». Тогда же состоялось и своеобразное «открытие» портрета Ермоловой кисти Серова. В затемнённый зал, где собрались гости, Ермолову ввёл под руку профессор Баженов: «…упал белый занавес, и перед зрителями на освещённой сцене показался портрет. Взрыв аплодисментов был выражением горячей любви к актрисе и благодарности художнику». Газета «Русские ведомости», разместившая отчёт о мероприятии в номере от 13 марта 1907 года, писала, что портрет Ермоловой, «очень эффектно освещённый и окружённый лаврами», стал украшением зала.

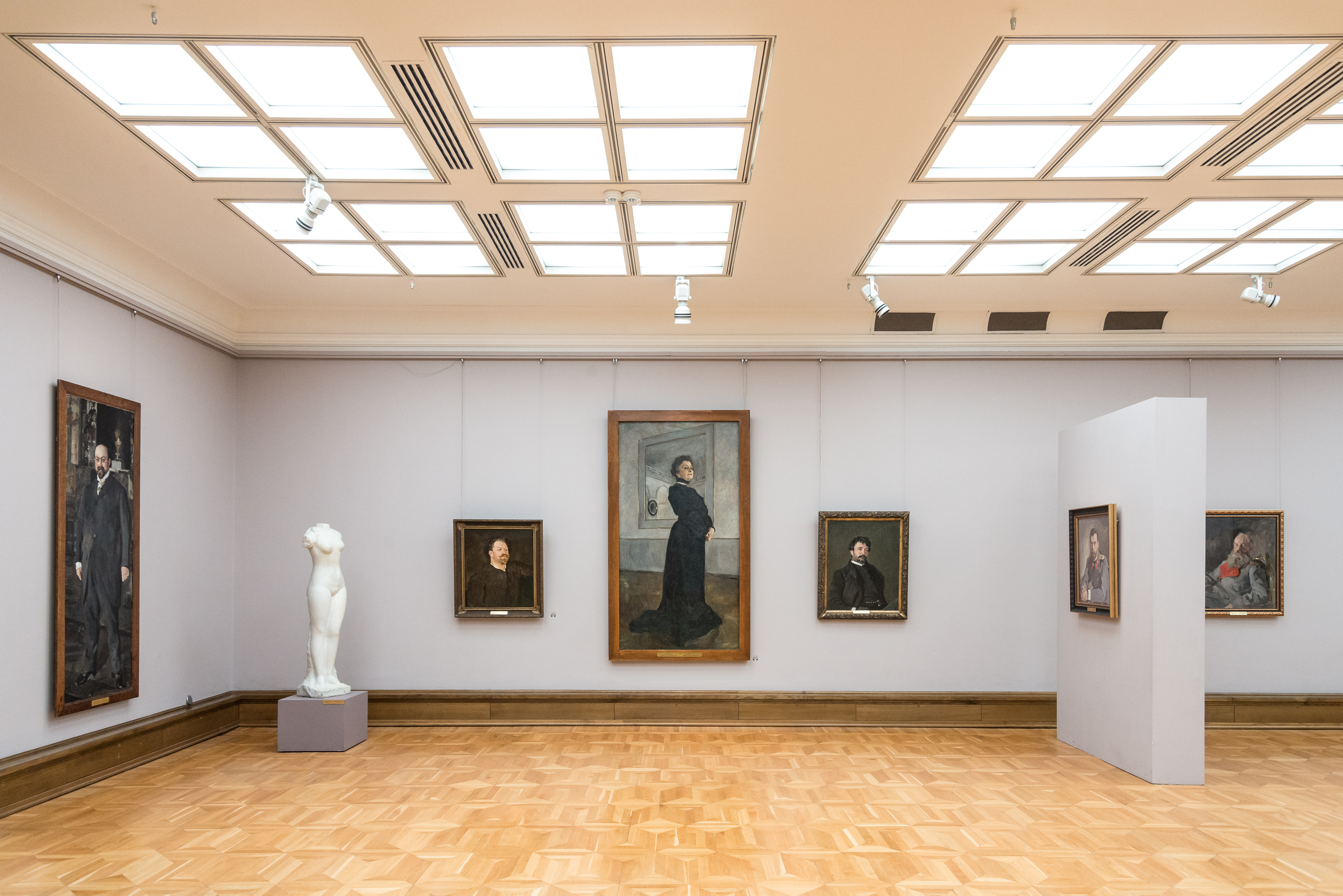
Картина в зале Третьяковской галереи, 2018

К моменту «открытия» портрет уже имел определённую известность. В 1905 году картина была представлена на Таврической выставке, организованной Сергеем Дягилевым и проходившей с 6 марта по 26 сентября в Таврическом дворце. В следующем году полотно выставлялось в Париже на экспозиции Серова, участвующей в «Русской художественной выставке», организованной Обществом Осенних салонов. Также портрет демонстрировался на коллективных выставках Союза русских художников, проходивших в первое десятилетие XX века в Москве, Петербурге, Казани, Киеве.
В январе 1914 года состоялась первая посмертная выставка работ Серова. Первоначально экспозиция размещалась в Академии художеств Петербурга; в начале февраля выставка переместилась в Москву — в Художественный салон на Большой Дмитровке. Среди представленных экспонатов, демонстрировавшихся до середины марта, был и «Портрет М. Н. Ермоловой» (поступил на выставку из собрания Литературно-художественного кружка). В 1920 году кружок прекратил своё существование, и вместе с частью его собрания портрет стал собственностью Малого театра.
В 1935 году благодаря Михаилу Нестерову, считавшему, что портрет является шедевром и должен быть доступен массовому зрителю, картина попала в Третьяковскую галерею на правах «временного хранения». После юбилейных выставок картин Серова, приуроченных к его 70-летию и проходивших в Русском музее и Третьяковке, Нестеров употребил всё своё влияние, чтобы портрет уже не покидал Лаврушинский переулок, но только в 1949 году удалось добиться письменного распоряжения Комитета по делам искусств о передаче картины из временного хранения в собрание Третьяковской галереи. На этой же юбилейной выставке в Третьяковке был представлен и эскиз к портрету, выполненный на бумаге карандашом и акварелью.

## Образ Ермоловой

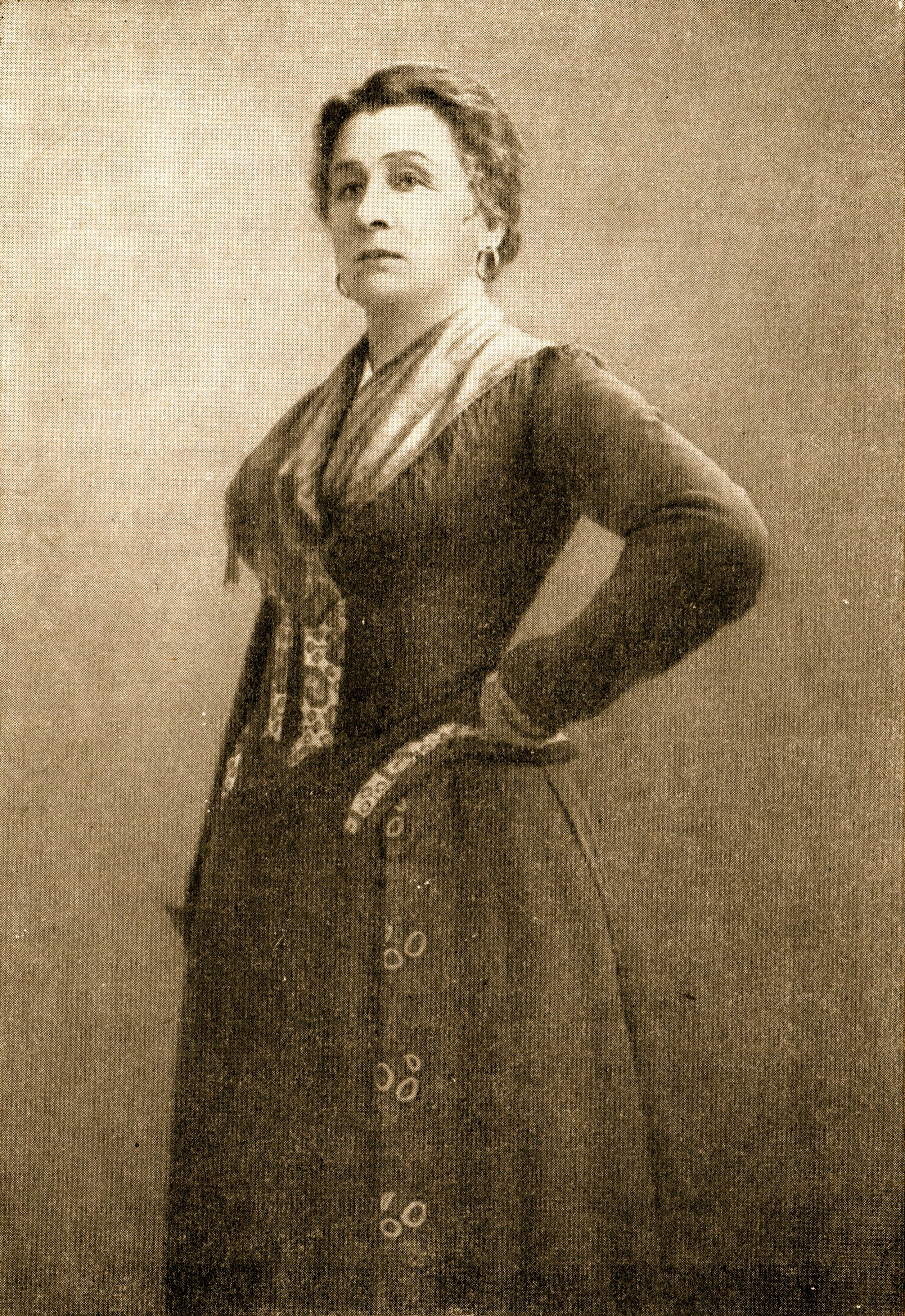
М. Н. Ермолова в роли Янетты в спектакле «Красная мантия» Брие. 1904

На картине Серова нет явных признаков, указывающих на профессию изображённой на ней дамы, — она не жестикулирует, не пытается с помощью мимики или движений передать эмоции. Тем не менее даже неискушённый зритель может понять, что героиня портрета — человек из мира искусства. «Подсказками» в данном случае являются и горделивая осанка, и внутренняя страстность, и «едва уловимая тень трагизма», и духовная наполненность образа — качества, которые обычно присущи людям, умеющим воздействовать на большую аудиторию.
Актриса Мария Ермолова была властительницей дум для нескольких поколений зрителей. Её авторитет в театре был столь высок, что она имела право сама выбирать себе роли для бенефисов. Ермолова выходила на сцену в образах Марии Стюарт в одноимённом спектакле по пьесе Шиллера, Жанны д’Арк в «Орлеанской деве», Катерины в «Грозе»; в постановках по произведениям Александра Островского она сыграла в общей сложности более двадцати ролей. Актёрская убедительность Ермоловой была столь сильной, что, по воспоминаниям Татьяны Щепкиной-Куперник, во время премьеры спектакля «Татьяна Репина» по пьесе Алексея Суворина и партнёры по сцене, и публика поверили в реальную смерть актрисы: «В зале творилось что-то неописуемое: истерики, вопли, вызывали докторов, выносили женщин без чувств».
В момент написания портрета Ермолова находилась в расцвете творческих сил. Она была хорошо сложена, отличалась «строгой красотой»; современники, обращавшие особое внимание на взгляд актрисы, писали про свет и глубину её «глубоко карьих» глаз. Артист Малого театра Михаил Ленин рассказывал, что они «плавали среди бесконечно бушующего моря, это был такой взлёт могучего темперамента, что у меня дрожал каждый нерв». Серов, скрупулёзно изучавший мельчайшие нюансы в настроении актрисы, уловил «доминирующий» оттенок её взгляда — по мнению искусствоведа Наталии Радзимовской, «он состоит в необычайной просветлённости». Директор Русского музея Владимир Леняшин, говоря об общей одухотворённости портрета Ермоловой, сравнил бушующий в актрисе трепет с «огнём, мерцающим в сосуде».
В обычной жизни Ермолова была человеком сдержанным — со стороны казалось, что её сосредоточенность связана как с постоянной внутренней работой, так и с нежеланием растрачивать свои силы и эмоции на бытовые, приземлённые вещи. Художник отразил её творческое состояние вне сцены — актриса, не пытающаяся играть какую-либо роль, выглядит человеком, в котором соединены спокойствие и напряжённость, темперамент и умение контролировать свои чувства. Характер Марии Николаевны раскрывается не только во взгляде, но и в положении рук — их пластическая сцепленность, выдающая достоинство и непреклонность, сродни драматическому жесту одного из персонажей скульптуры Родена «Граждане Кале». Если некоторые другие женские портреты Серова по стилистике сравнимы с тонкими, несущими лирическую историю новеллами, то, говоря об образе Ермоловой, живописец Игорь Грабарь заметил, что «перед вами стоит сама Драма, даже Трагедия».

Античную колонну, вернее, классическую статую напоминает фигура великой трагической актрисы Ермоловой, что ещё более усиливается вертикальным форматом холста. Но главным остаётся лицо — красивое, гордое, отрешённое от всего мелочного и суетного. Колорит решён всего на сочетании двух цветов: чёрного и серого, но во множестве оттенков. Эта правда образа, созданная не повествовательными, а чисто живописными средствами, соответствовала самой личности Ермоловой, которая своей сдержанной, но глубоко проникновенной игрой потрясала молодёжь в бурные годы начала XX столетия. 

## Платье от Ламановой

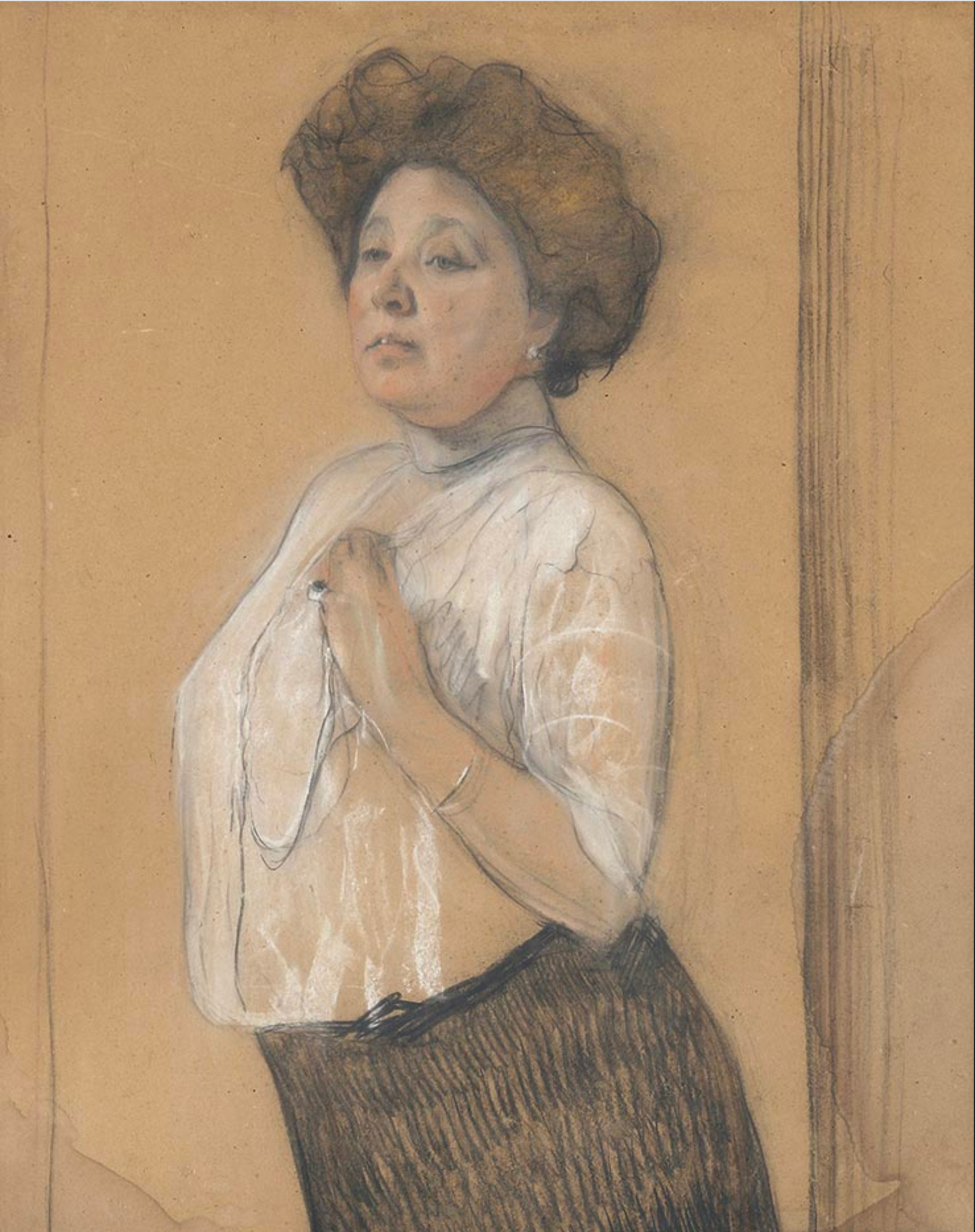
Валентин Серов. Фрагмент портрета Н. П. Ламановой. 1911

Чёрное бархатное платье, в котором Ермолова позировала Серову, было сшито в мастерской Надежды Ламановой — законодательницы мод, получившей известность в качестве великосветской портнихи, а затем — театрального художника. Секреты мастерства она постигала в Париже, а модный салон открыла в Москве — неподалёку от дома, где жила Ермолова: на Тверском бульваре, 10. В своём творчестве, напоминавшем работу скульптора, Ламанова использовала «метод наколки», при котором длинный кусок ткани, задрапированный на фигуре клиентки, закалывался десятками булавок. Так рождался эскиз будущего платья. Надежда Петровна, несмотря на просьбы заказчиц, никогда не шила сама, считая своей основной задачей создание образа; придуманные Ламановой идеи воплощали в жизнь сотрудницы её салона. Ермолова была не единственной женщиной, вошедшей в историю русской живописи в платье «от Ламановой». Так, в 1911 году Константин Сомов написал портрет Евфимии Рябушинской в наряде, тоже созданном в ателье Надежды Петровны. Модельер упомянута в строчках Марины Цветаевой: «Та богиня — мраморная. / Нарядить — от Ламановой».
Для Серова написание платья, в которое была облачена Ермолова, оказалось отдельным и весьма сложным этапом: чтобы не утомлять и не отвлекать актрису, художник периодически работал без модели — во время некоторых сеансов её наряд надевался на схожий по пропорциям манекен. Живописцу было важно обозначить границы «скульптурного» контура и одновременно показать фактуру тонкого бархата. Платье Серов писал обычной кистью разнонаправленными мазками, используя чёрную краску, к которой в небольшом количестве были добавлены синяя, зелёная и коричневая. «Моделирование» фигуры актрисы происходило — в том числе — за счёт освещения: оно на картине распределено справа налево. Освещённые складки платья создавались на чёрном фоне с помощью «жидких прописок» белилами. Важную роль играл и шлейф: благодаря стелющемуся по полу подолу и его отражению возник эффект «искусственного удлинения» — изображение Ермоловой зрительно увеличилось, и силуэт актрисы приобрёл монументальность.
Единственным украшением, гармонично вписывающимся в чёрный бархат, стали жемчужные серьги актрисы и нить жемчуга на её шее. Художник не стал акцентировать внимание на фактуре жемчужин, сочтя, что их переливы естественным образом соотносятся с освещением на стенах, а форма ожерелья сочетается с арочными линиями в Белом зале. По воспоминаниям Татьяны Щепкиной-Куперник, ей доводилось встречать Ермолову в концертных залах: «Она выезжала в чёрном бархатном платье с жемчужной ниткой на шее, как изобразил её на портрете Серов».
С создателем чёрного бархатного платья Надеждой Ламановой Серов был связан дружескими отношениями. Он бывал в её ателье, слушал там лекции о современной моде, делал эскизы моделей. По меньшей мере дважды художник пытался написать портрет Надежды Петровны. В начале 1911 года он сумел сделать цветной карандашный набросок, однако сеансы прервались из-за зарубежной поездки Ламановой. Возобновление работы произошло осенью того же года. Вечером 21 ноября Серов, по словам драматурга Сергея Саввича Мамонтова, «сделал свой последний штрих на этом портрете и в общих чертах он уже был закончен» — оставался, вероятно, только один сеанс. Утром следующего дня 46-летний живописец скончался. На его гроб, среди прочих, был возложен и венок от Марии Ермоловой с надписью: «Вечная память славному художнику».

## Эскиз и детали

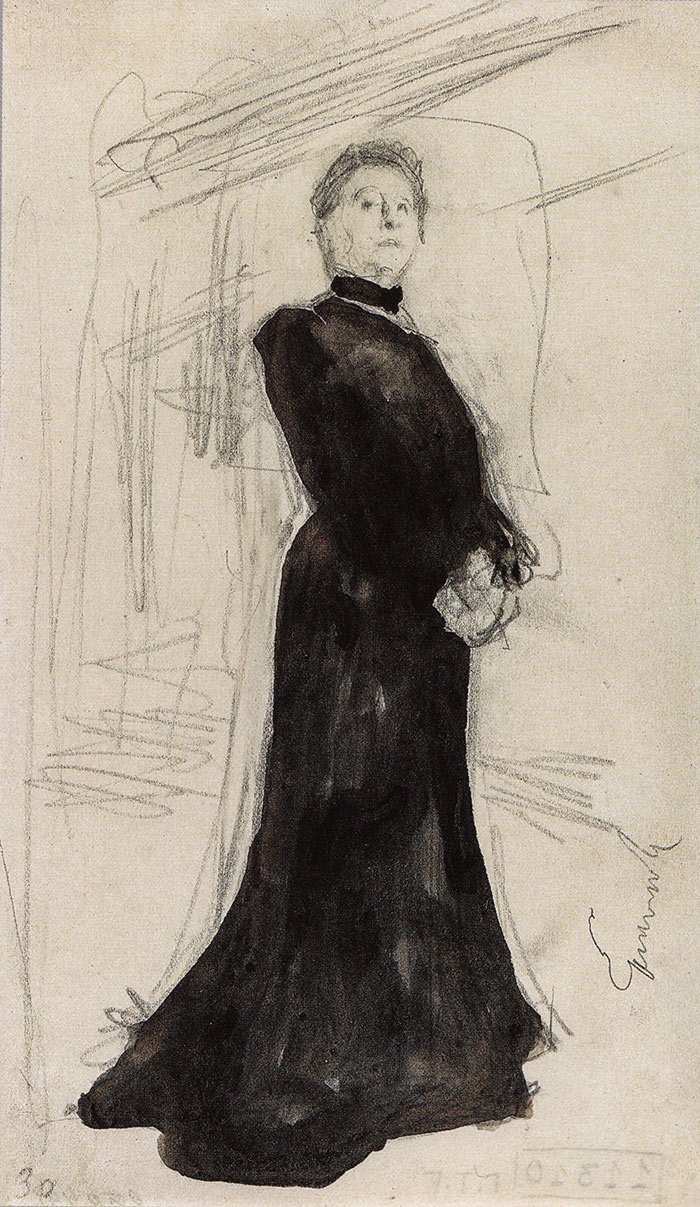
Эскиз портрета

В Третьяковской галерее хранится эскиз к портрету Ермоловой — единственный известный искусствоведам набросок, выполненный на бумаге графитным карандашом и акварелью. Судя по замыслу Серова, художник изначально решил сделать акцент на силуэте актрисы — он тёмный на светлом фоне, а сами линии строго предопределены. При этом выражение лица Марии Николаевны ещё не просматривалось. На эскизе художник предварительно определил композицию и нашёл точку зрения, выбрав ракурс снизу. В дальнейшей работе Серов изменил поворот головы (на картине он дан больше, чем в три четверти) и сделал более изысканной линию плеч. Эскизный вариант показывает, что решение удлинить фигуру актрисы художник принял позже — на рисунке Ермолова выглядит приземистей, чем на картине. Судя по эскизу, к разработке фона и других деталей, определяющих пространство полотна, художник приступил на последующих этапах.
В итоговом варианте каждая подробность служит элементом для воплощения общего замысла. Белый зал, в котором позировала актриса, имеет строгие архитектурные формы, на полотно не попали никакие приметы «бытовизма», которые могли бы быть восприняты как что-то случайное, преходящее. Силуэт актрисы и общий фон требовали определённого размера и пропорций. Серов выбрал формат 224 × 120 см (высота почти вдвое превышает ширину). Важную роль играет высота пола. Для придания фигуре актрисы монументальности художник выбрал ракурс, при котором видно «основание для монумента», то есть высокий пол. Он, как и стены, написан «очень жидко», кое-где даже нет мазков кисти. Это сознательный приём, использовавшийся для того, чтобы фон не отвлекал зрителя от лица и фигуры Ермоловой. Зеркала зрительно расширяют пространство, добавляют картине «глубины и воздушности». Той же цели служат арки, которые по форме совпадают с линиями головы и рук Ермоловой. На полотне отсутствуют какие бы то ни было яркие красочные пятна, но оно не монохромное; цветовая гамма картины цельна, в ней удачно найдены сочетания различных оттенков серых и коричневых тонов и чёрного цвета: «в чёрном есть и тёмно-синее, и зелёное, и коричневое; серая стена переливает фиолетовым; пол написан охристыми, синеватыми, зеленоватыми мазками». Серов сам заказал для портрета Ермоловой дубовую раму, выполнив её эскиз. Он же изъявил желание для защиты полотна оформить картину под стекло.

Монументальный лаконизм композиции, строгая сдержанность колорита соответствуют возвышенно-героической концепции замысла художника. Краски портрета — скупые, неяркие, не нарушается основное трезвучие: серый, чёрный, коричневый цвет. Колористическая гамма строится на тонких, рассчитанных на острый глаз зрителя, оттенках фиолетового цвета, который с разной интенсивностью звучит в фоне, в паркете пола, в цвете платья. Рама зеркала и линия на стене создают ритмическую основу композиции, центральное место которой отведено фигуре, чётко очерченной строгим контуром.— Игорь Грабарь

## Кинематографические ракурсы

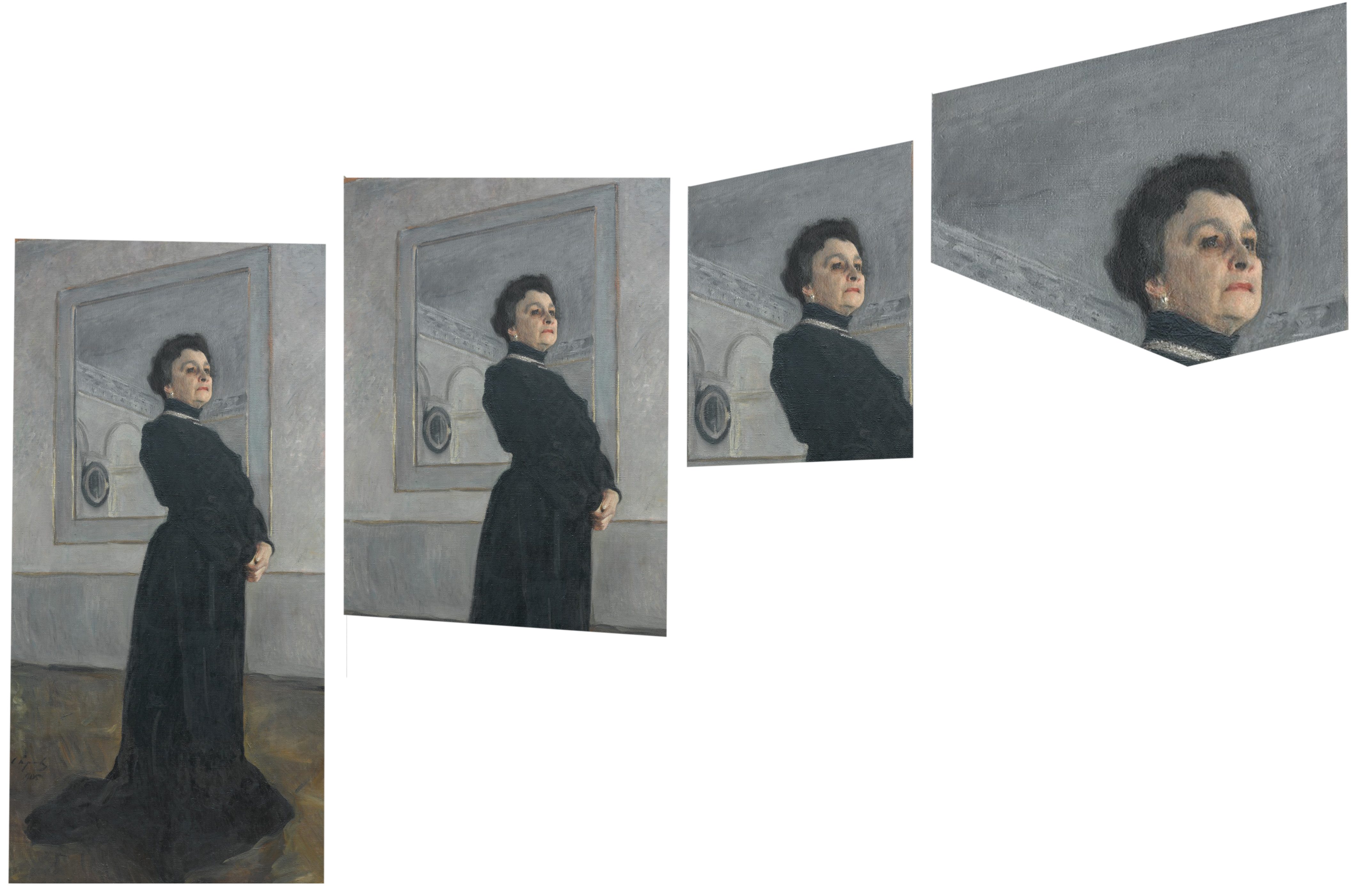
.

В 1935 году Сергей Эйзенштейн увидел портрет Ермоловой на выставке в Третьяковской галерее. Режиссёр никогда не наблюдал за игрой Марии Николаевны из зрительного зала, но, увидев портрет, согласился со слышанными им ранее оценками Станиславского. Тот, говоря об артистических возможностях актрисы, отмечал её темперамент, чуткость, «большую нервность и неисчерпаемые душевные глубины». По словам Эйзенштейна, при знакомстве с картиной Серова им овладело «совершенно особое чувство подъёма и вдохновения», которое он не смог себе сразу объяснить, ведь портрет был «предельно скромен по краскам. <…> почти сух по строгости позы. <…> почти примитивен по распределению пятен и масс. <…> лишён антуража и реквизита». Подобный эмоциональный отклик портрет вызывал у многих зрителей, но именно Эйзенштейн первым указал на особые композиционные средства, за счёт которых Серов сумел показать силу «вдохновенного подъёма», свойственного Ермоловой.
Речь идёт о монтажных приёмах, объединивших четыре разных ракурса, которые позволили с разных точек изобразить силуэт модели и фактически разделили фигуру на четыре кадра (см. илл.). Визуальное деление портрета достигается с помощью линии соединения пола со стеной, рамы зеркала, линии соединения стены и потолка, отражённой в зеркале. Серов по-разному выбирал «точки съёмки» для всех кадров: нижнюю часть фигуры Ермоловой (первый кадр) он писал как бы при съёмке сверху, фигуру по колени — с прямого ракурса, фигуру по пояс — немного снизу, а крупный план головы — с самой нижней точки. Лицо Ермоловой в последнем кадре находится на фоне потолка, отражающегося в зеркале, — художник словно предлагает зрителю посмотреть вверх. Эти ракурсы Серов соединил и зафиксировал на полотне воедино — при их последовательном просмотре и достигается эффект монументальности и вдохновения. Благодаря смене ракурсов взгляд зрителя постепенно перемещается по картине снизу вверх, как в замедленной съёмке, с одновременным впечатлением движения зрителя («камеры») сверху вниз, «к ногам» изображённой фигуры. Эффект также подкрепляется пространственными и световыми решениями художника. От первого к четвёртому кадру происходит расширение пространства с одновременным доминированием в нём изображения модели; каждый новый кадр имеет всё больший уровень освещённости лица Ермоловой относительно фона. Таким образом достигается эффект «растущего озарения и одухотворения» образа актрисы.
Этот приём, по мнению Эйзенштейна, возник у Серова на уровне интуиции, что «нисколько не умаляет строгой закономерности» придуманной им композиции. Принципы, заложенные в портрете Ермоловой, находятся уже за пределами живописи — они являются предтечей кинематографа, отмечал Эйзенштейн. Кинематографическая классификация произведения показалась спорной искусствоведу Владимиру Леняшину:

Соглашаясь с Эйзенштейном во многих его конкретных соображениях, хочется обратить внимание на то, что монтажное рассмотрение портрета, вполне целесообразное на какой-то ступени его анализа, не должно создавать впечатление кинематографической, а не живописной природы холста. Это — произведение живописца. И логически выясняя, какую роль в нём играет динамическая организация «кадров», мы непосредственно ощущаем, как просто, свободно и безупречно поставлена в пространстве фигура, как точно найдены её отношения к холсту, как глубок и насыщен общий тон, лаконична и в то же время тонко разработана цветовая гамма, как внутри больших пятен цвет движется без вялости, свободно, связываясь в убедительную колористическую систему, то есть переживаем комплекс эмоций, который может быть вызван только предметной сутью живописи.— Владимир Леняшин

## В контексте портретной живописи Серова

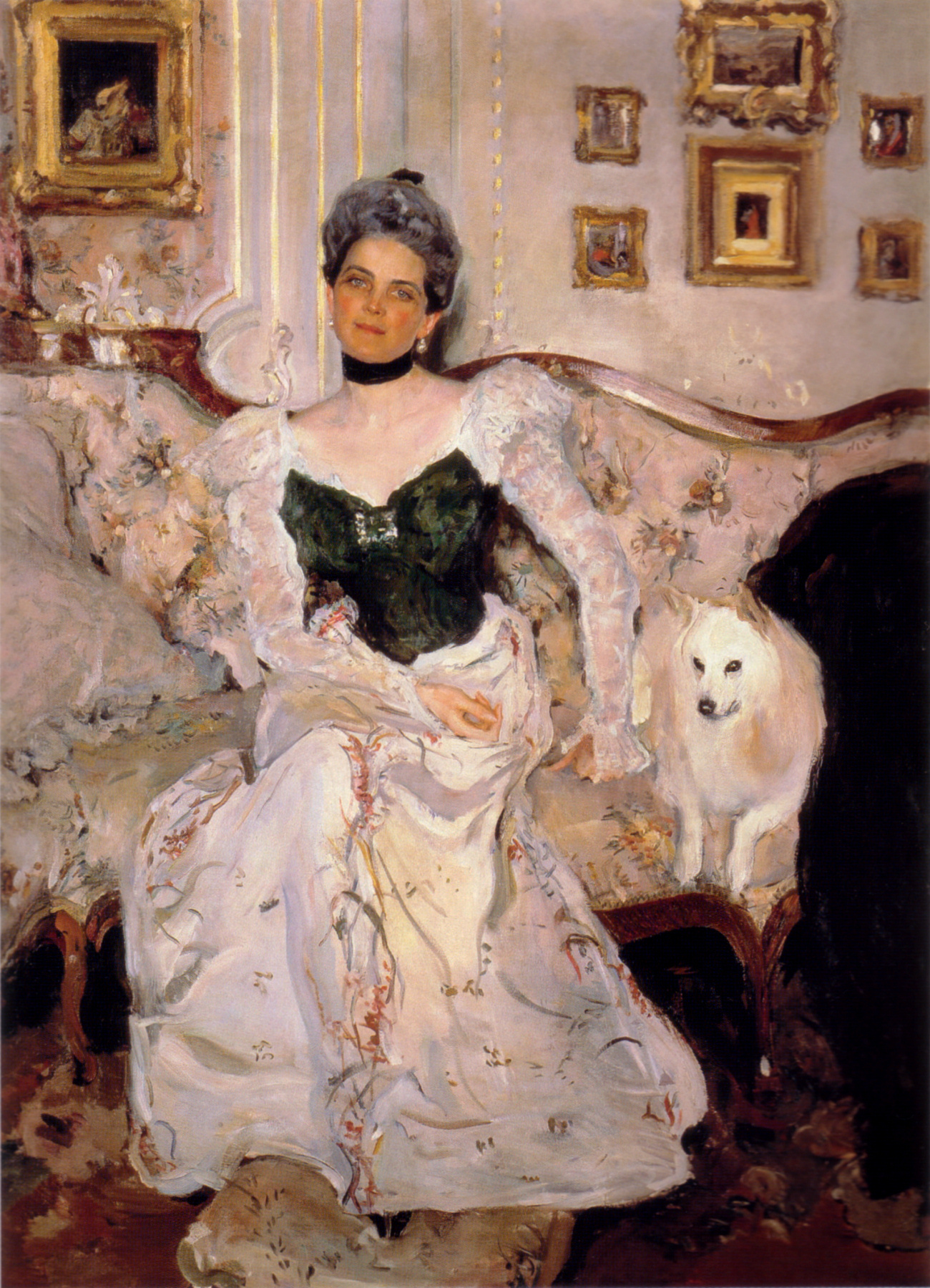
Портрет Зинаиды Юсуповой

В портрете Ермоловой, созданном зрелым мастером, исследователи обнаруживают отголоски прежних творческих исканий художника. К примеру, подчёркнутая силуэтность фигуры актрисы даёт отсылку к написанным Серовым в 1890-х годах портретам Исаака Левитана и Варвары Мусиной-Пушкиной. Акцентированное внимание к контуру напоминает о работах 1903 года, входящих в так называемый «юсуповский цикл». Строгость линий и основательность при постановке модели перекликаются с конструктивными идеями, воплощёнными в изображении коллекционера Михаила Морозова.
При этом, несмотря на связь с предыдущим опытом Серова, портрет Ермоловой настолько своеобразен, что искусствовед Владимир Леняшин применил по отношению к нему слово «загадка». Так, разница в подходах, в том числе психологическая, выявляется при сопоставлении образа Ермоловой с написанным тремя годами ранее портретом Зинаиды Юсуповой. Если одна из картин создаёт впечатление «светской любезности», то другая демонстрирует внутренний накал чувств; если героиня одного из портретов включена — «почти на равных правах» — в мир окружающих вещей, то вторая явно отстранена от бытового пространства. Даже поведенческие установки художника при написании этих картин разнились: работая с Юсуповой, Серов словно стремился избежать переоценки образа княгини, тогда как во время сеансов с актрисой он интуитивно ставил перед собой иную задачу: «Достаточно ли поднял, возвысил».

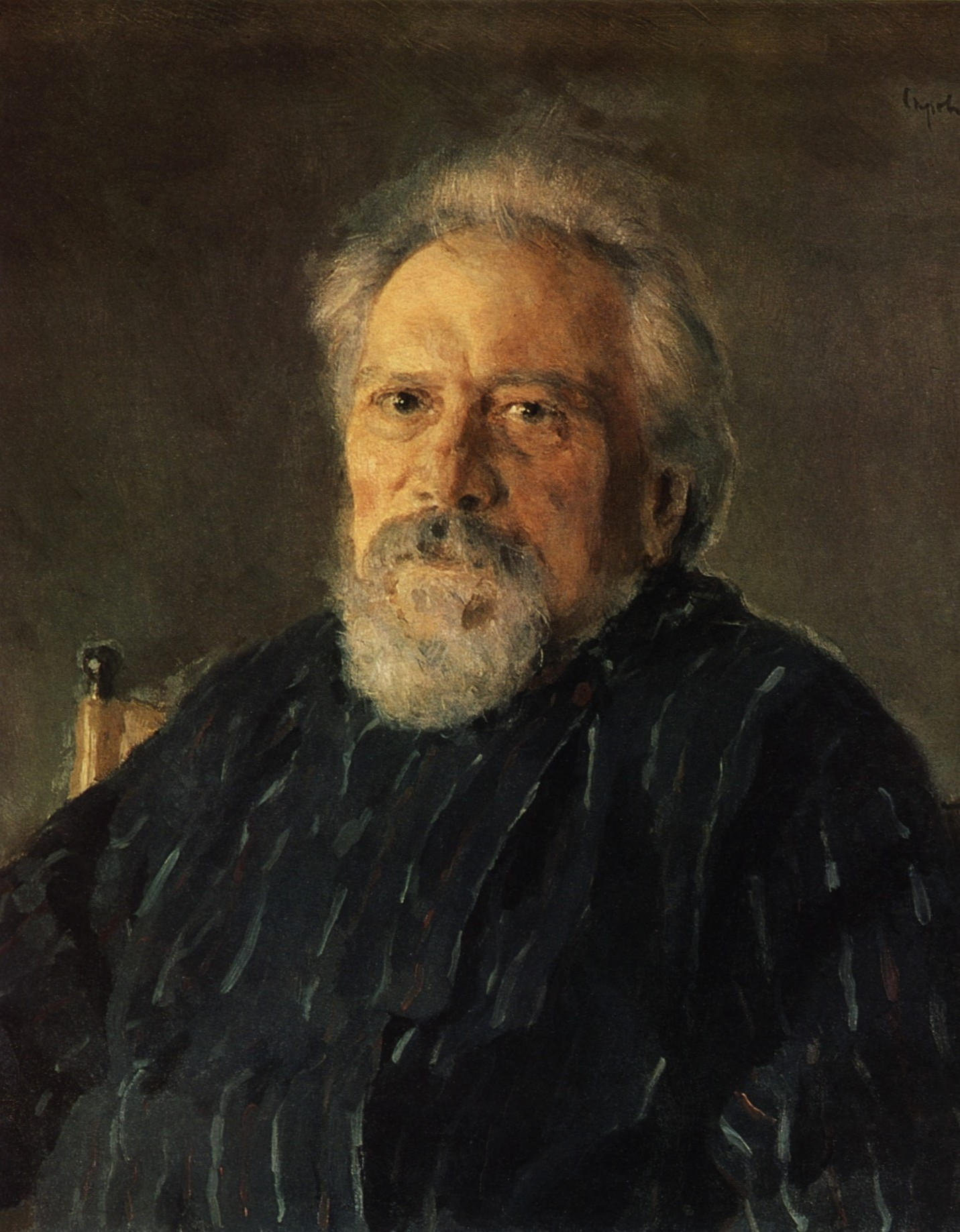
Портрет Николая Лескова

Творческое развитие Серова шло под мировоззренческим девизом «Ищу человека», что означало движение художника к некоему этическому идеалу. Попытки показать глубину человеческой личности делались им ещё в 1894 году, когда живописец работал над образом писателя Николая Лескова. Портрет Лескова — не парадный, как у Ермоловой, а скорее, камерный; тем не менее они объединены желанием художника раскрыть насыщенную внутреннюю жизнь своих героев. Лесков в изображении Серова — это русский интеллигент, пребывающий в мучительных поисках ответов на «вечные вопросы»; в его взгляде прочитывается непрестанный самоанализ. Такая же глубокая духовная работа — «родственная античному катарсису» — видна в глазах Ермоловой. Изменение образа лирического героя шло у Серова постепенно — с годами для него стали более привлекательными не свежесть и обаяние юности, а «тонкие движения умудрённого жизнью сердца».
Значительную часть творческого наследия Серова составляют портреты театральных деятелей — речь идёт не только о Ермоловой, но и о Василии Качалове, Иде Рубинштейн, Константине Станиславском, Анджело Мазини и многих других. Сам по себе интерес к театру со стороны Серова отнюдь не случаен: в детстве он видел театральные афиши в кабинете отца — композитора Александра Серова; в юношеские годы, находясь в Абрамцеве, проявлял себя в мамонтовском кружке не как художник, а как артист. Позже, сблизившись с Сергеем Дягилевым, он работал над плакатами для его «Русских сезонов», рисовал эскизы для занавеса к балету Михаила Фокина «Шахерезада». Для Серова и его современников — деятелей Серебряного века — актуальной была тема маски: среди творческой интеллигенции того времени большую популярность имели карнавалы, балы-маскарады, театрализованные шоу. Маска как эпатажный игровой элемент повседневной жизни считалась способом самовыражения человека.
Тема маски не обошла и творчество Серова, однако представлена она иначе, чем у его коллег-живописцев Константина Сомова, Михаила Врубеля, Льва Бакста и других. Как заметил Валерий Брюсов, «портреты Серова срывают маски, которые люди надевают на себя и обличают сокровенный смысл лица». При этом оставаться в стороне от веяний времени художник не мог. Возможно, поэтому в портрете Ермоловой оказались совмещёнными два различных культурологических пласта: с одной стороны, Серов снял маску с модели, представив публике подлинную сущность человека; с другой — он создал образ трагической актрисы с культовой «маской жреца». Так в портрете соединились настоящее лицо и маска как «суть творчества трагического актёра».

## «Фигуры в чёрном»

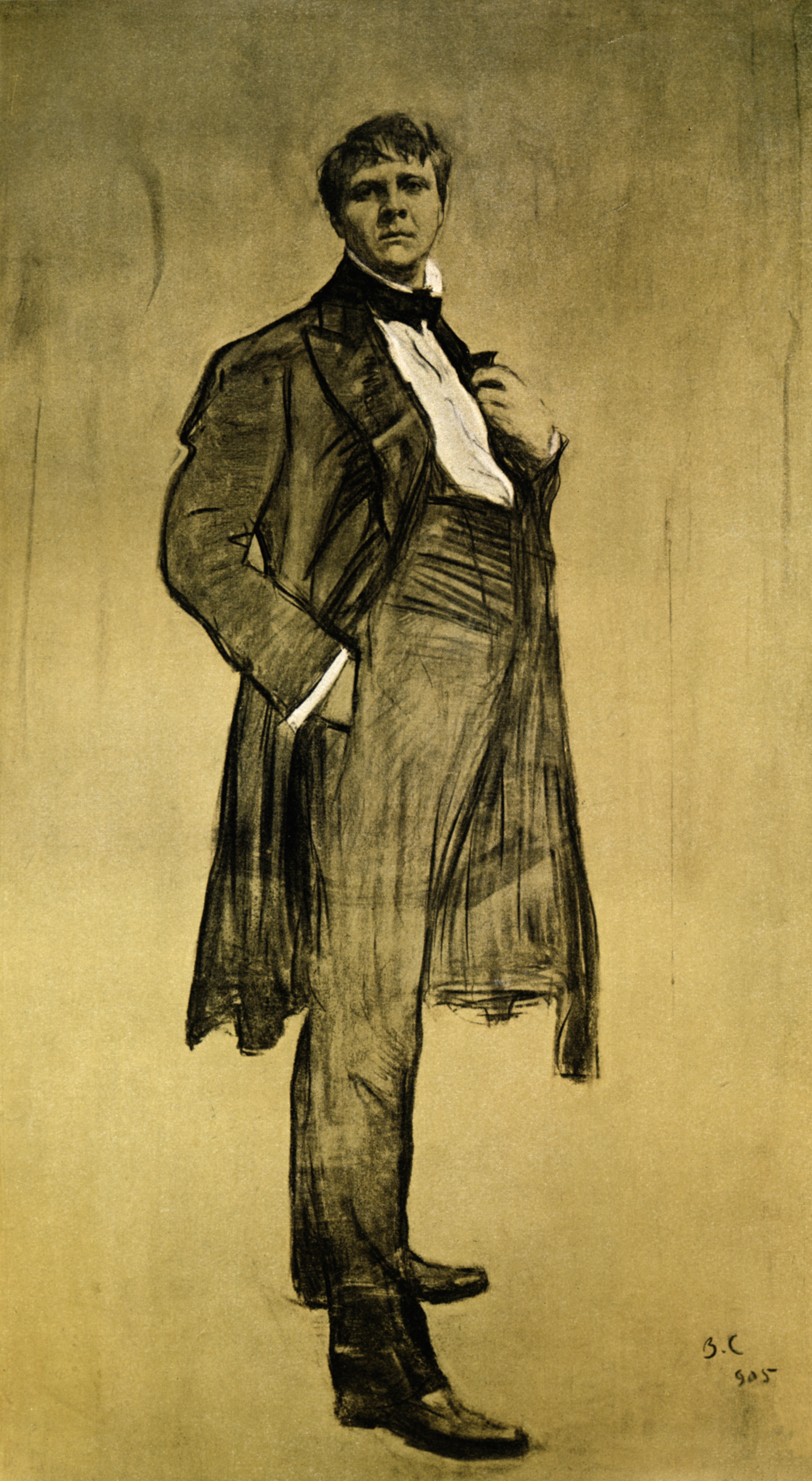
Портрет Фёдора Шаляпина

В 1905 году Серов, помимо «Ермоловой», создал портреты Фёдора Шаляпина и Максима Горького. Эту группу произведений, а также написанный двумя годами позже портрет прозаика Леонида Андреева объединяет наличие тёмных, почти траурных силуэтов — искусствовед Глеб Поспелов назвал их «фигурами в чёрном». Появление ряда картин, отражающих напряжённо-драматическое настроение живописца, связано, вероятно, с присущим Серову «чувством России». Если в его ранних работах (например, в «Девочке с персиками») искусствоведы обнаруживают мажорное мироощущение автора, позитивно относящегося к «цветущему усадебному укладу», то полотна, написанные художником во время Первой русской революции, несут на себе печать «России омрачённой». Серов весьма остро отреагировал на события, происходившие 9 января 1905 года, — из окна Академии художеств он наблюдал за столкновением толпы с войсками на Пятой линии Васильевского острова. По утверждению Ильи Репина, с той поры «его милый характер круто переменился». Вместе с Поленовым Серов подготовил письмо, адресованное совету Академии, в котором напомнил, что «лицо, имеющее высшее руководительство над этими войсками, стоит во главе Академии художеств». 10 марта — во время работы над портретом Ермоловой — Серов подал заявление о сложении с себя полномочий академика. Его отставка была принята в мае 1905 года.
«Омрачённость», связанная с настроением Серова в ту пору, особенно явно проявляется в портретах артистов, души которых в минуты высокого напряжения Серов, согласно трактовке Поспелова, воспринимал как нечто родственное стихии России. И Ермолова, и Шаляпин изображены художником в тот момент, когда они находятся в «фазе творческого подъёма». Возникает ощущение, что актриса и певец готовы к выходу на сцену; они уже настроены на определённую волну и напоминают сосуды, наполненные водой, которую важно не расплескать до срока. Шаляпин, с трудом сдерживая накопившиеся эмоции, инстинктивно пытается освободить горло от душащего его концертного воротничка; его глаза темны от избытка чувств. Ермолова также пребывает в состоянии «неразряженной напряжённости», она уже находится вне обычной жизни, в другом измерении; всем своим обликом актриса создаёт невидимую, но неприступную грань, которая отделяет артиста от рядового зрителя. «Трагическая Россия как бы прислушивается в этих портретах к самой себе, прислушивается нутром».
Все «фигуры в чёрном» у Серова одиноки: изображения Шаляпина и Горького написаны на совершенно пустынном фоне; Леонид Андреев словно погружён во мрак; графически точные линии стены и зеркал на портрете Ермоловой созданы для того, чтобы сосредоточить внимание на властном лице и силуэте актрисы. Демонстрация масштаба личности достигается — в том числе — за счёт формата холстов: портреты Ермоловой и Шаляпина (235 × 133 см) — это «изображения в размер натуры». Вертикальная форма полотен, на которых актриса и певец написаны в полный рост, с ног до головы, превращают картины «в настоящие памятники исторической значимости артиста». Герои обоих портретов — и Ермолова, и Шаляпин — стоят с подчёркнуто прямыми спинами; умение держать осанку в любых обстоятельствах было одной из внутренних установок Серова, определявших его отношение к людям. Через несколько лет после завершения работы над портретом, в 1911 году, Шаляпин, выступая в Мариинском театре, вместе с хором опустился на колени во время исполнения «Боже, Царя храни!». Серов резко негативно отнёсся к этой ситуации и даже перестал здороваться с Фёдором Ивановичем при встречах.

По убеждению Серова, люди не должны сгибать головы. <…> В глазах Серова поступок Шаляпина был не просто неверным шагом, повредившим его общественной репутации, но и изменой собственному образу несгибаемого художника, провозглашённому им вместе с Серовым в их совместной работе над портретом.

## Отзывы современников

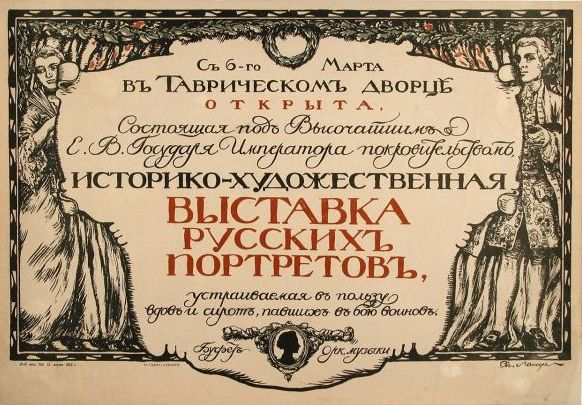
Афиша Таврической выставки, 1905

Портрет Ермоловой вызвал неоднозначные оценки среди современников художника. Люди из близкого окружения актрисы сочли, что на портрете Мария Николаевна выглядит старше своих лет и «не так красива, как в жизни». По словам Татьяны Щепкиной-Куперник, родственники также говорили, что «непохожа», а сама Ермолова восприняла картину как слишком парадную: «Она хотела бы видеть в ней больше простоты». Искусствоведы отмечают, что, вероятно, это восприятие связано с тем, что Серов писал Ермолову вне возраста, стремясь сохранить её внутреннюю сущность и «вечные черты». Илья Репин, считавшийся учителем Валентина Александровича, после знакомства с экспонатами Таврической выставки сообщил в письме историку искусств Владимиру Стасову, что Серов его «огорчил последними работами». Нелестным был отзыв и поэта Ивана Аксёнова, который без восторга относился к артистическим возможностям Ермоловой. Он заметил: «Всегда играла животом вперёд. Так животом вперёд и стоит на портрете Серова». С ними не согласился художественный критик Николай Врангель, писавший о выставке в журнале «Искусство» (№ 5—7, 1905). По его мнению, Серов был представлен на ней «как никогда, в блеске своего таланта», а портрет Ермоловой — «такая изумительная психология, такое виртуозное мастерство, такая простота и величие красок, которых он, может быть, не достигал ещё ни в одном портрете». Искусствовед Игорь Грабарь в своей публикации в журнале «Весы» (№ 1, 1908) назвал краски картины «тяжёлыми, тоскливо-серыми и бесцветно-чёрными».
В число людей, принявших картину, входил литературовед Сергей Дурылин — он, в частности, писал, что портрет Ермоловой является «лучшим отражением творческой личности» актрисы. В работе Серова он увидел присущее ей «высокое благородство» и «спокойное величие». Художник Михаил Нестеров считал изображение Ермоловой «совершенным произведением». По словам Татьяны Щепкиной-Куперник, если бы речь шла о портрете Ермоловой в преклонном возрасте, то «всего лучше написал бы её в это время Рембрандт, как раньше гениально изобразил Серов». Архитектор и живописец Фёдор Шехтель признавался, что при взгляде на портрет Ермоловой у него возникало ощущение «то холода, то жары»: «Чувствуешь, что перед тобою произведение как бы не рук человеческих. <…> Серов гениально одухотворил её, запечатлев в этом портрете высшие духовные качества её артистического творчества. Это памятник Ермоловой! С этого холста она продолжает жечь сердца». Сын мецената Саввы Мамонтова — Сергей Саввич — отмечал, что даже несведущий зритель, не знающий, кто изображён на картине, сразу же догадается, что это «удивительно гениальная драматическая актриса». Театральный художник Александр Головин утверждал, что при взгляде на изображение Марии Николаевны кисти Серова он слышит актрису. По его мнению, художник сумел передать в удачном полотне голос Ермоловой.

## Традиции и влияние

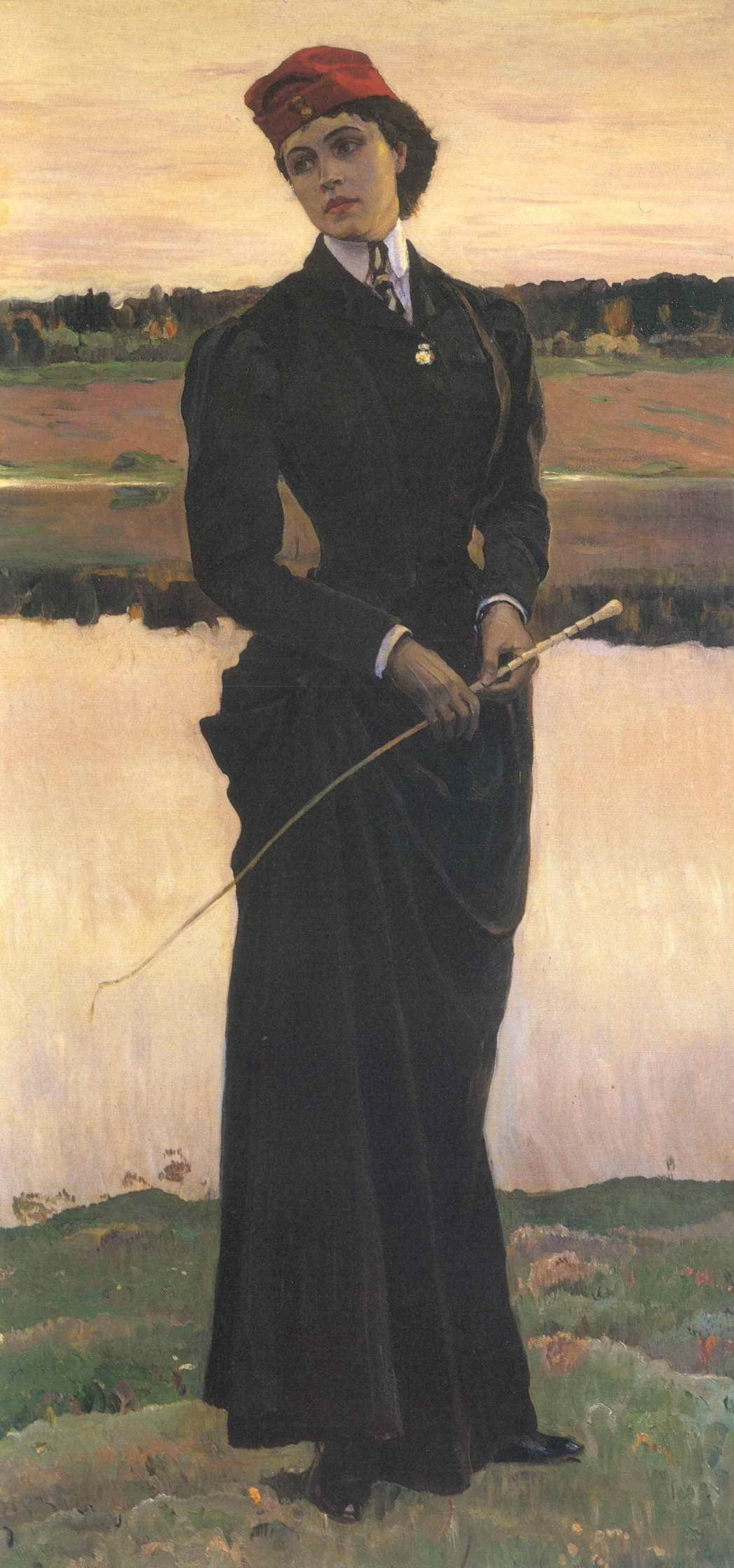
М. В. Нестеров. Портрет О. М. Нестеровой

Творческое формирование Серова началось в 1880-х годах и шло одновременно со становлением таких живописцев, как Врубель, Нестеров, Левитан и других. Особенно близок ему по настроению был Константин Коровин, писавший: «Нужны картины, <…> на которые открывается душа». В подобных творческих устремлениях признавался и Серов, который в ту пору был далёк от «тяжёлой» живописи: «Я хочу, хочу отрадного и буду писать только отрадное». Картины «Девочка с персиками» и «У балкона. Испанки Леонора и Ампара», созданные этими художниками во второй половине 1880-х, схожи по стилистике — в них совмещены человек, природа и интерьер. Иногда Серов и Коровин создавали изображения одной и той же модели (например, Мазини и Морозова), а над ранними портретами Шаляпина (знакомство с которым состоялось в мамонтовском кружке) они работали почти одновременно.
Искусствоведы обнаруживают определённую стилистическую близость между портретами Серова, появившимися на рубеже XIX—XX веков, и работами его учителя — Ильи Репина. Однако общее настроение их картин — разное. По словам Владимира Леняшина, «репинские портреты бодрят, перед холстами Серова всегда чуточку щемит сердце». Репин, несмотря на тёплое отношение к своему ученику, не всегда принимал его картины. Он отмечал, что некоторые портреты Серова грубоваты и небрежны. Портрет Ермоловой несёт отпечаток различных эволюционных этапов и влияний, через которые прошёл Серов. К примеру, Сергей Дягилев считал, что в его творчестве совместились этическая («передвижники») и эстетическая («Мир искусства») эпохи. На фоне этих традиций мировоззренческим «катализатором» при написании портрета Ермоловой стали события Первой русской революции. По утверждению Дмитрия Сарабьянова, «социальное измерение» стиля Серова приобрело монументальность и окончательно сложилось именно в этот период.
Ермолова как модель и ранее привлекала внимание художников. Над её портретами ещё в XIX веке работали Виктор Быковский (1874), Сергей Ягужинский (1893), Леонид Пастернак (1895). Серов, в отличие от других живописцев, придал образу актрисы социальное, гуманистическое содержание. В портретной живописи Серова, в том числе в «Ермоловой», исследователями обнаружены оригинальные пространственные концепции и композиционные принципы. Заложенные им представления о ракурсах, цветах и фактуре оказали влияние на творчество художников следующего поколения.

Ему было суждено достигнуть вершин героического портрета и создать портрет М. Н. Ермоловой, работу, не имеющую аналогии в мировой портретной практике и в то же время тесно связанную с гуманистическими устоями русской культуры. <…> Его индивидуальная стилистика и особенно решения проблем композиции стали предметом изучения как для его учеников, так и для многих других мастеров, оказали воздействие, выходящее за пределы живописи.— Владимир Леняшин
Не исключено, что именно полотно Серова дало импульс к появлению картины Михаила Нестерова «Портрет О. М. Нестеровой». Это произведение, написанное в 1906 году, имеет явную отсылку к «Ермоловой». Героини обоих полотен (у Нестерова позирует его дочь) изображены в полный рост, их фигуры словно приподняты на пьедестале, чёрные силуэты прописаны очень чётко. Схожими являются повороты головы (хоть и в разные стороны) и положение рук. За год до начала работы над портретом дочери Нестеров видел «Ермолову» на историко-художественной выставке. Портрет актрисы произвёл на художника большое впечатление. По настроению работы двух художников отличаются, но в них заметно использование одних и тех же приёмов.
В 2015 году в Государственной Третьяковской галерее был организован специальный выставочный проект, приуроченный к 150-летию со дня рождения Валентина Александровича Серова. На юбилейную экспозицию были отобраны «вершинные достижения творчества художника». Среди полотен художника, открывавших выставку и расположенных на главной экспозиционной линии, по инициативе организаторов были представлены портреты, «создавшие ему славу» одного из ведущих портретистов России. В их число вошёл и «Портрет М. Н. Ермоловой». В мае — июне 2016 года картина выставлялась в Лондоне на проходившей в Национальной портретной галерее выставке «Россия и искусство: эпоха Толстого и Чайковского». Обозреватель газеты «Гардиан» (англ. The Guardian) назвала портрет Ермоловой «виртуозным выступлением как актрисы, так и художника».

## Комментарии
1. ↑  В ряде источников упоминается, что в некоторых квартирах Серова в Москве мастерские всё-таки были. При этом сам художник писал, что отказал в приёме иностранным живописцам, желавшим побывать у него дома: «Они воображают, что у каждого из нас есть такие же палаццо, ателье и прочее, как у большинства из них в Париже или Мюнхене. Что я должен был сделать, куда приглашать, что показывать?»[5].
2. ↑  Во время реставрации Музея Ермоловой были обнаружены кирпичи с датой: 1773[6].
3. ↑  Данные о времени работы воспроизводятся на основании информации из письма, полученного в 1949 году искусствоведом Радзимовской от Татьяны Щепкиной-Куперник[8].
4. 1 2  В некоторых источниках — карандашом и тушью[23]. Инвентарный номер 11310, размер 20,2 × 11,8 см[24].
5. ↑  А всего около трёхсот ролей за пятьдесят лет работы в театре[27].